# Kanuslalom-Weltmeisterschaften 2015

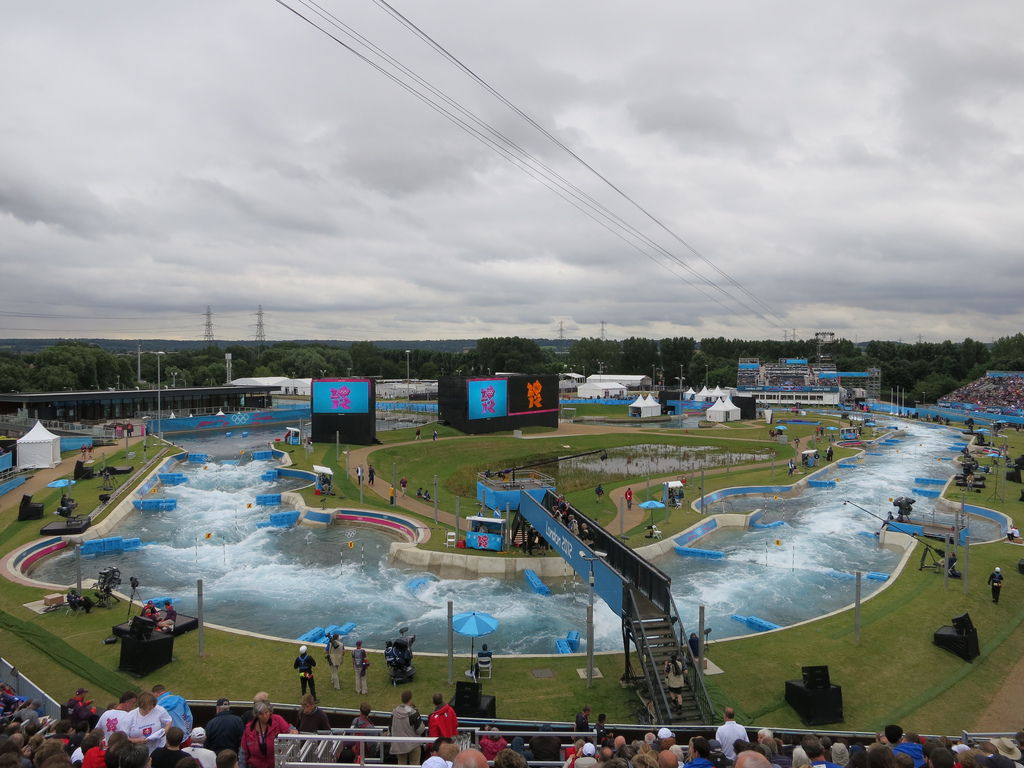
Lee Valley White Water Centre

Die Kanuslalom-Weltmeisterschaften 2015 fanden vom 15. bis 20. September 2015 im Lee Valley White Water Centre in London statt, wo auch schon die Wettbewerbe der Olympischen Spiele 2012 durchgeführt wurden. Veranstaltet wurden die Weltmeisterschaften vom Internationalen Kanuverband (ICF). Die WM wurde 2011 an London vergeben, das sich gegen Bourg-Saint-Maurice (Frankreich) durchsetzte.

## Ergebnisse

### Männer

#### Canadier
| Wettbewerb | Gold                                                                                       | Silber                                                                                    | Bronze                                                                                                  |
| C-1        | David Florence                                                                             | Benjamin Savšek                                                                           | Ryan Westley                                                                                            |
| C-1 Team   | SlowakeiMichal Martikán Alexander Slafkovský Matej Beňuš                                   | DeutschlandSideris Tasiadis Nico Bettge Franz Anton                                       | SlowenienJure Lenarčič Luka Božič Benjamin Savšek                                                       |
| C-2        | DeutschlandFranz Anton Jan Benzien                                                         | FrankreichHugo Biso Pierre Picco                                                          | FrankreichGauthier Klauss Matthieu Péché                                                                |
| C-2 Team   | FrankreichHugo Biso Pierre Picco Matthieu Péché Gauthier Klauss Yves Prigent Loïc Kervella | DeutschlandThomas Becker Kevin Mueller Kai Mueller Robert Behling Franz Anton Jan Benzien | Vereinigtes KönigreichDavid Florence Richard Hounslow Mark Proctor Etienne Stott Greg Pitt Adam Burgess |

#### Kajak
| Wettbewerb | Gold                                                   | Silber                                          | Bronze                                                                     |
| K-1        | Jiří Prskavec                                          | Mateusz Polaczyk                                | Michal Smolen                                                              |
| K-1 Team   | TschechienOndřej Tunka Vavřinec Hradilek Jiří Prskavec | SlowakeiJakub Grigar Andrej Málek Martin Halčin | Vereinigtes KönigreichBradley Forbes-Cryans Joseph Clarke Richard Hounslow |

### Frauen

#### Canadier
| Wettbewerb | Gold                                                  | Silber                                                    | Bronze                                                      |
| C-1        | Jessica Fox                                           | Kateřina Hošková                                          | Nuria Vilarrubla                                            |
| C-1 Team   | AustralienJessica Fox Rosalyn Lawrence Alison Borrows | TschechienKateřina Hošková Monika Jančová Tereza Fišerová | ÖsterreichNina Weratschnig Viktoria Wolffhardt Julia Schmid |

#### Kajak
| Wettbewerb | Gold                                                             | Silber                                                             | Bronze                                                 |
| K-1        | Kateřina Kudějová                                                | Ricarda Funk                                                       | Melanie Pfeifer                                        |
| K-1 Team   | TschechienŠtěpánka Hilgertová Veronika Vojtová Kateřina Kudějová | Vereinigtes KönigreichFiona Pennie Kimberley Woods Elizabeth Neavs | FrankreichMarie-Zélia Lafont Émilie Fer Carole Bouzidi |

## Medaillenspiegel
| Platz  | Land                   | Gold | Silber | Bronze | Gesamt |
| ------ | ---------------------- | ---- | ------ | ------ | ------ |
| 1      | Tschechien             | 4    | 2      | -      | 6      |
| 2      | Australien             | 2    | -      | -      | 2      |
| 3      | Deutschland            | 1    | 3      | 1      | 5      |
| 4      | Vereinigtes Königreich | 1    | 1      | 3      | 5      |
| 5      | Frankreich             | 1    | 1      | 2      | 4      |
| 6      | Slowakei               | 1    | 1      | -      | 2      |
| 7      | Slowenien              | -    | 1      | 1      | 2      |
| 8      | Polen                  | -    | 1      | -      | 1      |
| 9      | Österreich             | -    | -      | 1      | 1      |
| 9      | Spanien                | -    | -      | 1      | 1      |
| 9      | Vereinigte Staaten     | -    | -      | 1      | 1      |
| Gesamt | Gesamt                 | 10   | 10     | 10     | 30     |